# كلاريس ماتشانجوانا
كلاريس ماتشانجوانا (بالبرتغالية: Clarisse Machanguana) مواليد 4 أكتوبر 1976 في موزمبيق، هي لاعبة كرة سلة موزمبيقية. بدأت مسيرتها الاحترافية في سنة 1999. تم اختيارها من قبل فريق لوس أنجلوس سباركس خلال الدرافت. اعتزلت اللعب في 2002.

## المسيرة الاحترافية
لعبت مع لوس أنجلوس سباركس في موسم 1999–2000، ثم لعبت مع شارلوت ستينغ في سنة 2001، ثم لعبت مع أورلاندو ميريكل في سنة 2002.

## سجل المنافسة
شاركت في المنافسات التالية:
- بطولة أمم أفريقيا لكرة السلة للسيدات 2011
- بطولة أمم أفريقيا لكرة السلة للسيدات 2013

## روابط خارجية
- كلاريس ماتشانجوانا على موقع الاتحاد الدولي لكرة السلة (الإنجليزية)
- كلاريس ماتشانجوانا على موقع الاتحاد الوطني لكرة السلة النسائية (الإنجليزية)
- كلاريس ماتشانجوانا على موقع كرة السلة الأوروبية.كوم (الإنجليزية)
- كلاريس ماتشانجوانا على موقع كلية كرة السلة في سبورتس رفرنس.كوم (الإنجليزية)
- كلاريس ماتشانجوانا على موقع سبورتس رفرنس (الإنجليزية)